# Helicoverpa temperata
Helicoverpa temperata là một loài bướm đêm trong họ Noctuidae.